# فيل هنري
فيل هنري (بالإنجليزية: Philip Henry)‏ هو مجدف أمريكي، ولد في 16 أبريل 1971.

## وصلات خارجية
- فيل هنري على موقع الاتحاد الدولي للتجديف (الإنجليزية)